# The Enemy Inside
The Enemy Inside (en español: El enemigo interno) es el segundo álbum de estudio de la banda japonesa Coldrain. Fue publicado el 16 de febrero de 2011 a través del sello discográfico VAP. El álbum contiene 10 canciones, donde destacan la balada romántica «Confession», los sencillos «To Be Alive» y «Rescue Me» y la colaboración «The Maze», la cual contiene la participación de Mah, el vocalista de la banda SiM.

## Formación
- Masato - voz
- Y.K.C - guitarra
- Sugi - guitarra
- RxYxO - bajo
- Katsuma - batería

## Lista de canciones
Toda la música compuesta por Masato & Y.K.C, excepto donde se indique. 
| N.º   | Título                            | Duración |  |
| 1.    | «To Be Alive»                     | 3:19     |  |
| 2.    | «New Fate» (Masato, Sugi)         | 3:09     |  |
| 3.    | «Rescue Me»                       | 3:29     |  |
| 4.    | «Adrenaline»                      | 3:30     |  |
| 5.    | «You»                             | 4:32     |  |
| 6.    | «The Maze» (featuring Mah de SiM) | 3:24     |  |
| 7.    | «Rise and Fall» (Masato)          | 3:26     |  |
| 8.    | «Confession» (Masato, Sugi)       | 4:17     |  |
| 9.    | «A Tragic Instinct»               | 3:38     |  |
| 10.   | «Hollow» (Masato)                 | 4:19     |  |
| 37:03 |                                   |          |  |

## Posicionamiento en listas
| Listas (2011)                            | Mejor posición |
| ---------------------------------------- | -------------- |
| Japón (Billboard Japan Top Albums Sales) | 22             |